# Asperdaphne elegantissima
Asperdaphne elegantissima é uma espécie de gastrópode do gênero Asperdaphne, pertencente a família Raphitomidae.